# Auterive (Gers)
Auterive es una comuna francesa situada en el departamento de Gers, en la región de Occitania.

## Demografía
| 270 | 316 | 416 | 469 | 490 | 508 | 516 |
| Para los censos de 1962 a 1999 la población legal corresponde a la población sin duplicidades (Fuente: INSEE [Consultar]) |     |     |     |     |     |     |